# Rungia evrardii
Rungia evrardii är en akantusväxtart som beskrevs av Raymond Benoist. Rungia evrardii ingår i släktet Rungia och familjen akantusväxter. Inga underarter finns listade i Catalogue of Life.